# Heartsdales
Heartsdales est un groupe (duo) de hip-hop japonais, originaire de Tokyo, actif de 2001 à 2006.

## Historique
Le duo des deux sœurs, Rum et Jewels, se forme en 2001 à l'issue d'un concours de chant télévisé, leur victoire leur rapportant un contrat avec la maison de disques Avex. Le duo se sépare en 2006 après quatre albums pour mener d'autres activités professionnelles.
Yumi (Yumi Sugiyama, 杉山ユミ) est née le 17 décembre 1981, et Emi (Emi Sugiyama, 杉山エミ) 4 décembre 1976 à Tokyo, au Japon. Leur famille emménage dans le quartier new-yorkais de Yonkers juste après la naissance de Yumi, le père étant décorateur d"intérieur. En 1995, la famille revient au Japon, et Yumi étudie à l'université de Tama Art, et Emi à l'université Keio.
En été 2001, Yumi et Emi participent à une audition pour le concours de chant télévisé Asayan après avoir envoyé une démo. Elles remportent la compétition, et signent avec Avex Entertainment. Elles adoptent le nom de Heartsdales en référence à Hartsdale, New York. Elles publient leur premier album, Radioactive, en 2002 sous l'empreinte Cutting Edge, d'Avex Records. Leur premier single, So Tell Me, atteint la sixième place de l'Oricon. Dès lors, elles publieront six albums et 14 singles. Artimage est la société de management de Heartsdales, qui s'occupe également d'autres artistes comme M-Flo et Double.
Le 22 juin 2006, Heartsdales annonce sur son site web officiel sa séparation afin d'explorer de nouveaux horizons. Yumi vit désormais à New York et dirige un petit studio de design, le Studio Yumi et étudiera à la Parsons The New School for Design. Emi vit à Tokyo. Yumi annonce sur son blog la naissance de son petit garçon le 25 juin 2010.

## Discographie

### Albums studio
- 2002 : Radioactive
- 2003 : Sugar Shine
- 2005 : Super Star
- 2006 : Ultra Foxy

### Best-of
- 2006 :  THE BEST OF Heartsdales "THE LEGEND"

### Remixes
- 2004 : Heart Attack! 〜The Remixes & Video Clips〜
- 2005 : Heart Attack 2 〜The Remixes & Video Clips〜
- 2006 : Heart Attack 3 〜The Remixes & Video Clips〜

### Singles
- So Tell Me (2001/12/19)
- That's Why (2002/3/6)
- Body Rock (2002/8/28)
- Should Have What!? feat. DOUBLE (2002/12/26)
- Thru With You (2003/4/16)
- Candy Pop feat. SOUL'd OUT (2003/9/3)
- I See You (2004/7/28)
- Love and Joy (2004/10/14)
- Fantasy (2004/12/15)
- Shining (2005/2/2)
- Hey DJ! (2005/7/27)
- Angel Eyes (2005/10/12)
- 冬 Gonna Love (2006/1/25)
- Stay / Foxy Lady (2006/5/24)

### Collaborations
- Woman - Keizo Nakanishi featuring Heartsdales (CD Album Idenshi - 07.30.2003)
- Helpless Game - Heartsdales Featuring Verbal and Mika Nakashima (CD Album Radioactive)
- Helpless Rain (But I'm Falling too Deep Version) - Mika Nakashima Feat. Verbal and *Heartsdales (CD Single Helpless Rain)
- SWITCH - LISA featuring Kumi Koda & Heartsdales (CD Single SWITCH / I ONLY WANT TO BE WITH YOU)
- SWITCH - LISA featuring Kumi Koda & Heartsdales (CD Album Gratitude)
- Wet N' Wild - Heartsdales featuring Suite Chic (CD Album Sugar Shine)
- STARSTRUCK~"The Return of the LuvBytes" - m-flo loves AI & Emi Hinouchi & RUM (CD Album ASTROMANTIC - 05.26.2004)
- It's a small World - Kumi Koda & Heartsdales (Soundtrack 80 Days - 11.03.2004)
- It's a small World - Kumi Koda & Heartsdales (CD Album secret (first press) - 02.09.2005)
- Oh Boy - JHETT featuring Heartsdales (CD Album JHETT a.k.a. YAKKO for AQUARIUS - 03.24.2005)
- Push It (Compilation We Love Dance Classics Vol. 1 - 03.24.2005)
- Speedster - three NATION feat. Heartsdales (CD Album Dance Floor Lovers - 3.15.2006)
- Player - Origa featuring Heartsdales (Soundtrack Ghost in the Shell: S.A.C. Solid State Society OP Song 11.22.2006)